# مراد ستارلی
مراد ستارلی (ترکی آذربایجانی: Murad Səttarlı؛ زادهٔ ۹ مهٔ ۱۹۹۲) بازیکن فوتبال اهل جمهوری آذربایجان است.
از باشگاه‌هایی که در آن بازی کرده‌است می‌توان به باشگاه فوتبال باکو اشاره کرد.
وی همچنین در تیم‌های ملی فوتبال تیم ملی فوتبال زیر ۱۹ سال جمهوری آذربایجان و جمهوری آذربایجان بازی کرده‌است.